# Babeko
Babeko is een bestuurslaag in het regentschap Bungo van de provincie Jambi, Indonesië. Babeko telt 1466 inwoners (volkstelling 2010).